# Fischer-indoolsynthese
De Fischer-indoolsynthese is een veelgebruikte organische reactie, genoemd naar Hermann Emil Fischer, die ze in 1883 ontdekte. Bij de reactie wordt een indool, een heterocyclische aromatische verbinding, gevormd uit een (gesubstitueerd) fenylhydrazine en een aldehyde of keton. De reactie vindt plaats in zuur milieu. Heel wat geneesmiddelen tegen migraine worden op deze manier gesynthetiseerd.
De keuze wat betreft zure katalysator is belangrijk voor het reactieverloop. Brønstedzuren, zoals zoutzuur, zwavelzuur, polyfosforzuren en p-tolueensulfonzuur, zijn over het algemeen goede katalysatoren. Ook lewiszuren, zoals boortrifluoride, zinkchloride, ijzer(III)chloride en aluminiumchloride, hebben reeds hun diensten bewezen.